# Arco de la Reunificación
El Arco de la Reunificación (en hangul, 조국통일3대헌장기념탑) fue un arco escultórico monumental ubicado en Pionyang, capital de Corea del Norte. Fue construido en 2001 para conmemorar las propuestas de Reunificación de Corea realizadas por Kim Il-sung.
El arco de hormigón cruzó la autopista de la Reunificación que va desde Pionyang hasta la zona desmilitarizada. Consistió de dos mujeres coreanas ataviadas con vestimentas tradicionales (choson-ot) que simbolizan el Norte y el Sur, inclinándose hacia adelante para sostener una esfera que posee un mapa de la Corea reunificada.
El zócalo de la estructura estaba grabado con mensajes de apoyo a la reunificación y a la paz de diversas personas, organizaciones y naciones.
En enero de 2024, Kim Jong-un pidió la destrucción del monumento debido a su descontento por la reunificación con Corea del Sur. Abandonó la propuesta de reunificación con Corea del Sur y anunció el fin de esta política.
El monumento fue derribado entre el 19 y el 23 de enero de 2024, según imágenes de satélite. La noticia de que el Arco de la Reunificación había sido demolido fue confirmada por el Ministerio de Unificación de Corea del Sur el 24 de enero de 2024.

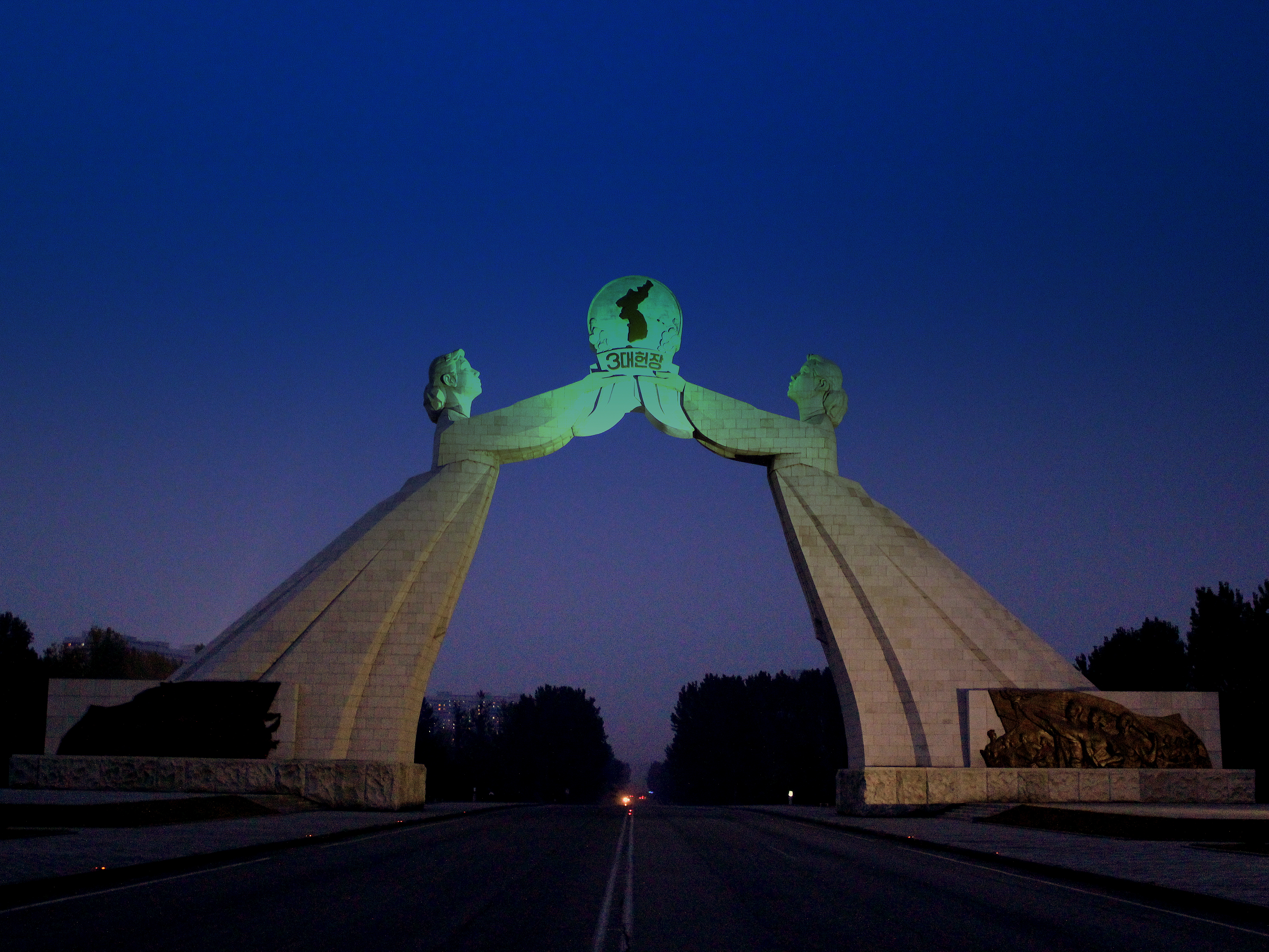
El arco de noche.
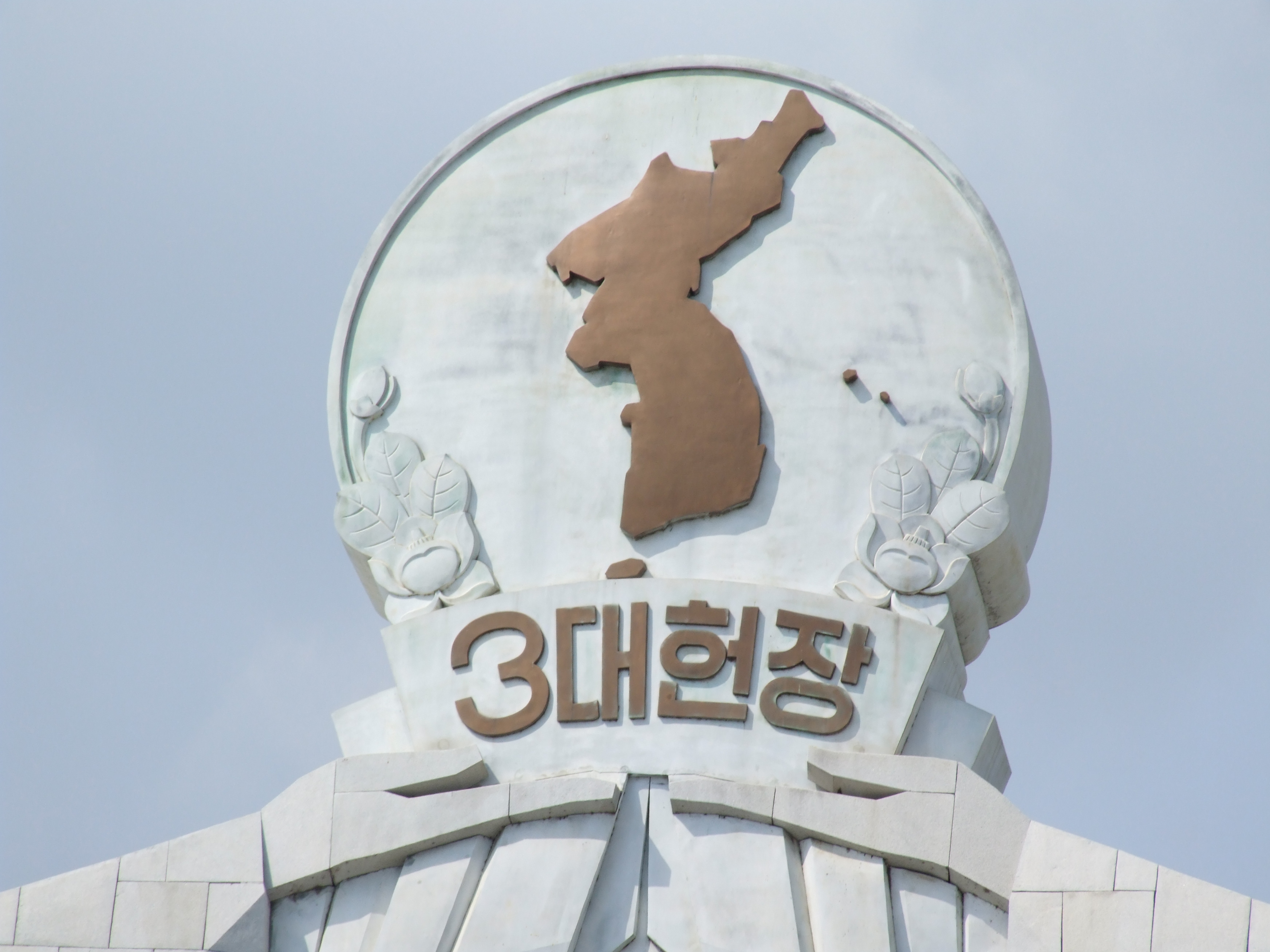
Detalle que muestra el vértice del arco, con imagen de la península de Corea y sus islas (Jeju, Ulleungdo, Dokdo) y el texto en coreano 3대헌장 (samdae heonjang, lit. ‘carta de los 3 puntos’).
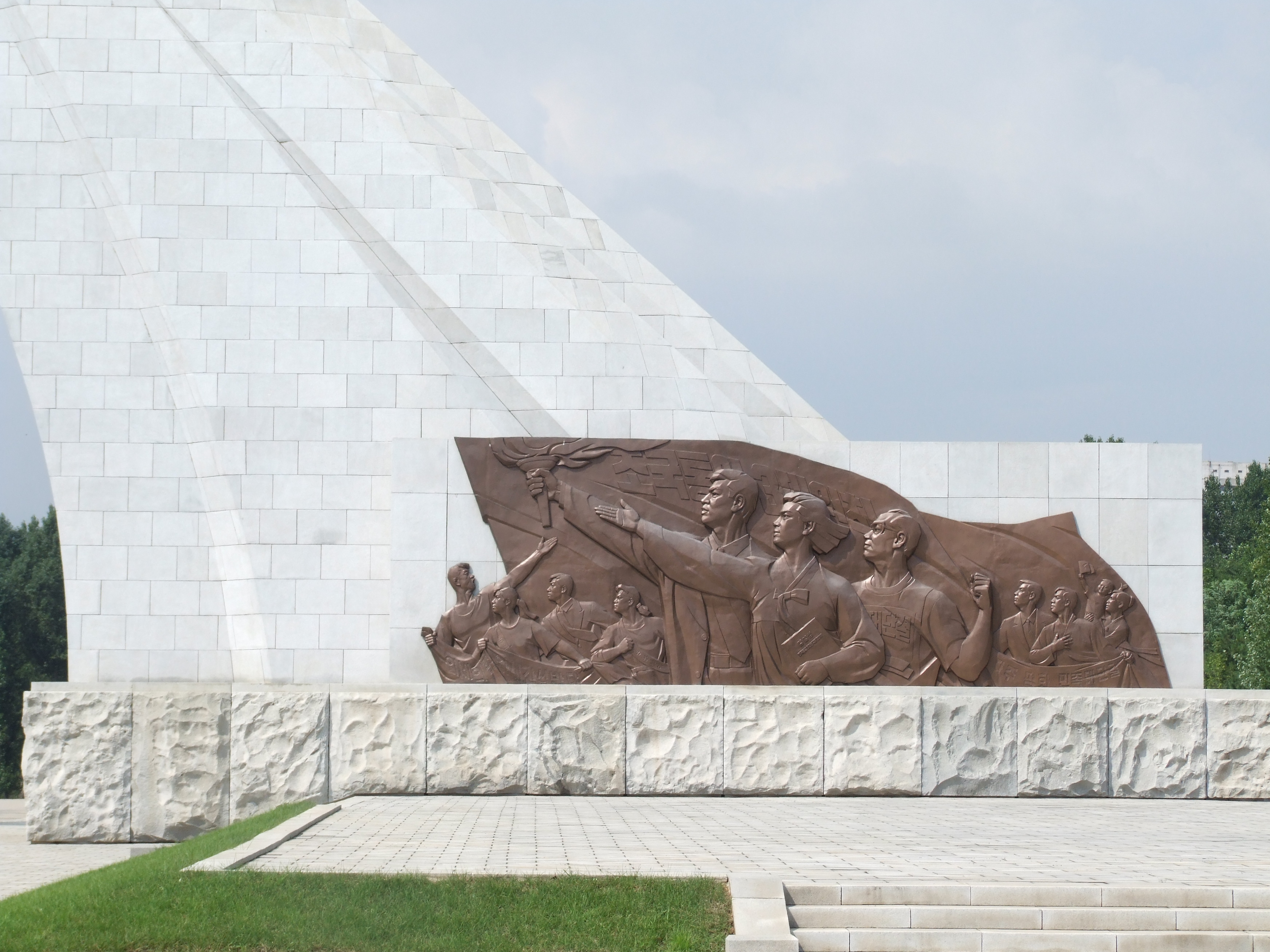
Relieve de bronce en la base que muestra al pueblo coreano.
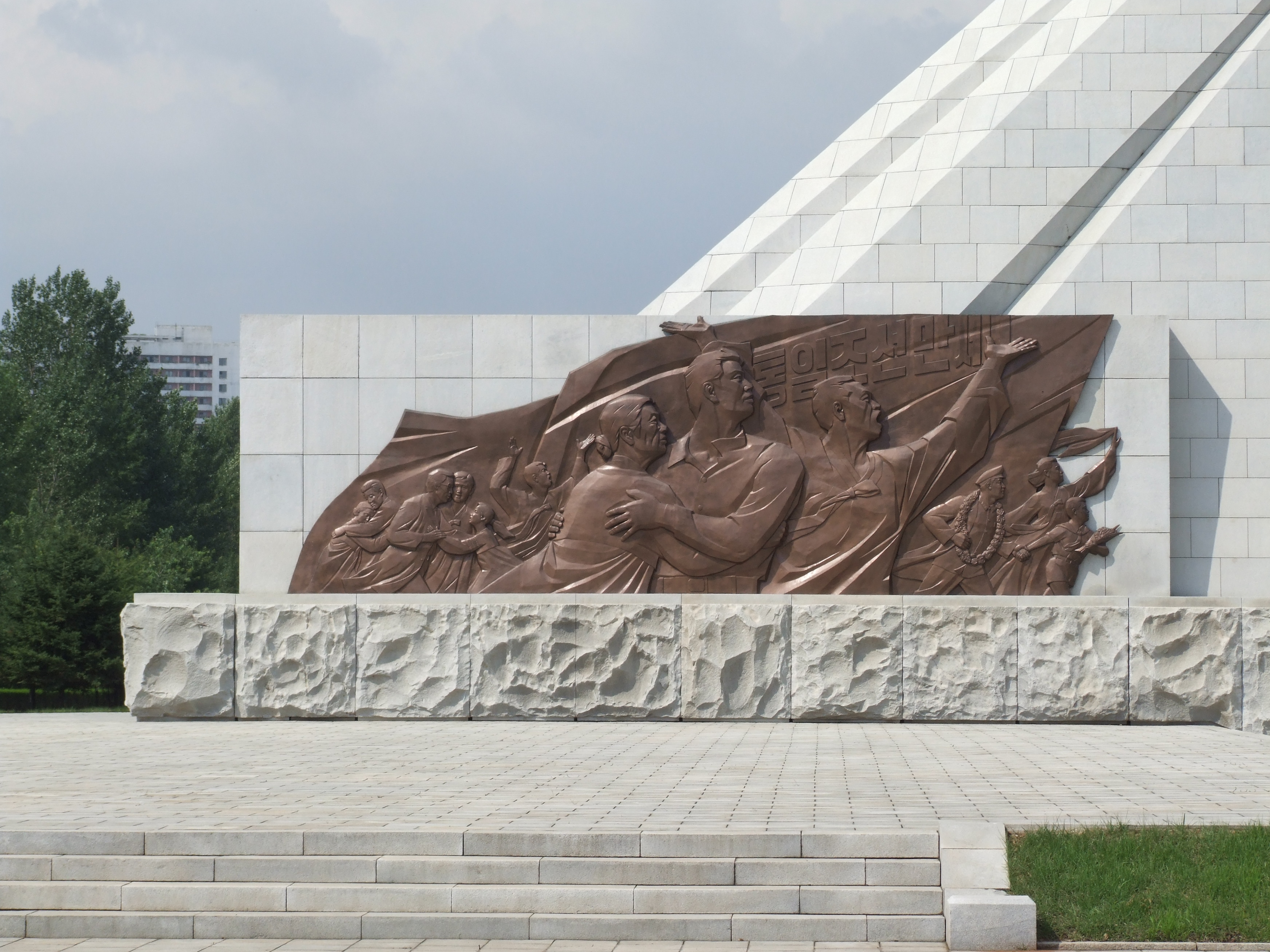
Relieve de bronce en la base que muestra al pueblo coreano.